# Poradnik Inżyniera Elektryka
Poradnik Inżyniera Elektryka – kilkutomowa książka opracowana przez zespół specjalistów z różnych dziedzin. Kolejne wydania zostały opublikowane przez Wydawnictwa Naukowo-Techniczne w Warszawie.
Poradnik jest wydany w twardej okładce, w formacie A5, poszczególne tomy mają od 700 do 1400 stron.
Opracowanie przeznaczone jest dla inżynierów elektryków i skupia się głównie na zagadnieniach elektrotechnicznych i energetycznych – szczególnie ostatni tom z każdego wydania.

## Wydanie pierwsze
Wydanie pierwsze składało się z 4 tomów i ukazało się w latach 1974–1975. Żaden z tomów tego wydania nie posiada numeru ISBN.
Tom 1 pod tytułem Zagadnienia ogólnoelektryczne został opracowany pod redakcją naukową Stanisława Bolkowskiego i koordynacją tomu Tadeusza Kaczorka, pozostali autorzy: Stefan Bernas i inni.
Tom 2 pod tytułem Maszyny i napędy elektryczne, technika oświetlania został wydany w 1975 roku, koordynacja tomu Władysław Latek i Włodzimierz Moroz, autorzy: Andrzej Bytnar i inni.
Tom 3 pod tytułem Aparaty, przyrządy i urządzenia elektryczne został wydany w 1974, koordynacja tomu Władysław Latek, autorzy: Andrzej Au i inni.
Tom 4 pod tytułem Elektroenergetyka został wydany w 1975 roku, koordynacja tomu Stefan Knothe, autorzy: Tadeusz Bełdowski i inni.

## Wydanie drugie
Wydanie drugie ukazało się w latach 1996–1997 i zostało znacznie zmienione, z uwzględnieniem odpowiednich osiągnięć nauki i techniki. Wzięto również pod uwagę aktualne normy i akty prawne obowiązujące ówcześnie. Całe wydanie (wszystkie trzy tomy) otrzymało zbiorczy numer ISBN 83-204-1965-4; każdy tom otrzymał również dodatkowy niezależny numer ISBN.
Okładkę i stronę tytułową zaprojektował Paweł G. Rubaszewski. W przeciwieństwie do wydania pierwszego poszczególne tomy nie miały dodatkowych tytułów.
Wydanie drugie opracowano z inicjatywy Stowarzyszenia Elektryków Polskich na wniosek mgra inż. Zbigniewa Szymborskiego. Konspekt został opracowany przez zespół: prof. dr hab. Jerzy Kulczycki, dr inż. Jan Strzałka, dr inż. Tadeusz Sutkowski, pod kierunkiem prof. dra hab. inż. Władysława Wasiluka. Koordynatorem wszystkich tomów był Stefan Niestępski, a redaktorkami technicznymi: Barbara Chojnacka-Flisiuk i Irena Milewska-Burczykowa.

### Tom 1
Ukazał się w 1996 roku, 731 stron, numer ISBN 83-204-1966-2, autorzy: Jan Witold Baran i inni.
Spis treści (skrócony):
1. Wybrane zagadnienia z matematyki i fizyki
2. Rysunek techniczny elektryczny
3. Mechanika techniczna i wytrzymałość materiałów
4. Informatyka
5. Materiałoznawstwo elektrotechniczne
6. Elektrotechnika teoretyczna
7. Elektronika
8. Automatyka i robotyka
9. Metrologia
10. Technika wysokich napięć
11. Elektryczność statyczna
12. Elektrochemia
13. Elektrotermia

### Tom 2
Ukazał się w 1997 roku, 691 stron, numer ISBN 83-204-1967-0. Autorzy: Stanisław Bach i inni.
Spis treści (skrócony):
1. Urządzenia elektrostatyczne
2. Urządzenia spawalnicze
3. Aparaty elektryczne
4. Transformatory
5. Maszyny elektryczne
6. Napęd elektryczny
7. Trakcja elektryczna
8. Energoelektronika
9. Urządzenia do kompensacji mocy biernej

### Tom 3
Ukazał się w 1996 roku, 743 strony, numer ISBN 83-204-1966-2. Autorzy: Jerzy Bąk i inni.
Spis treści (skrócony):
1. Przewody i kable energetyczne
2. Wytwarzanie energii elektrycznej
3. Sieci elektroenergetyczne
4. Stacje elektroenergetyczne
5. Elektroenergetyka przemysłowa
6. Gospodarka elektroenergetyczna
7. Systemy elektroenergetyczne
8. Elektroenergetyczna automatyka zabezpieczeniowa
9. Instalacje elektryczne
10. Technika świetlna
11. Ochrona przeciwporażeniowa w instalacjach elektrycznych o napięciu do 1 kV

## Wydanie trzecie
Wydanie trzecie ukazało się w latach 2005–2007 i jest nieznacznie zmienioną wersją wydania drugiego. Projekt okładki jest bardzo podobny do wydania drugiego (zmieniono nieznacznie kształt i kolory napisów).
Największe zmiany wprowadzono w tomie 3 – rozdziały 7 (Systemy elektroenergetyczne) i 11 (Ochrona przeciwporażeniowa) zostały napisane od nowa. Uwzględniono aktualnie obowiązujące przepisy prawne i normy, w szczególności Unii Europejskiej.
Tom 11220 stron, ISBN 978-83-204-2937-4
Tom 2934 strony, ISBN 978-83-204-3292-3
Tom 3922 strony, ISBN 83-204-2939-0